# موبیوس (فیلم ۲۰۱۲)
موبیوس (به انگلیسی: Möbius) فیلمی محصول سال ۲۰۱۲ و به کارگردانی اریک روچنت است. در این فیلم بازیگرانی همچون ژان دوژاردن، سسیل دو فرانس، تیم راث، امیلی دوکن، جان لینچ، ولادیمیر منشوف، برانکا کاتیچ، وندل پیرس، ویکی کریپس و مایکل جی. شنون ایفای نقش کرده‌اند.